# Крекінг-установка у Джубайлі (Sadara)
Крекінг-установка у Джубайлі (Sadara) — нафтохімічне виробництво у центрі нафтопереробної та нафтохімічної промисловості Саудівської Аравії Джубайлі, яке належить Sadara Chemical Company (Sadara).
Введений в експлуатацію у 2013 – 2017 роках комплекс включає установку парового крекінгу, що почала роботу в 2016-му та здатна продукувати 1,5 млн тон етилену та 0,4 млн тон пропілену на рік.
7 із 12 печей установки можут споживати етан, а ще 5 – або етан, або суміш легких рідких вуглеводнів (naphtha), так що на етан припадає 60% сировини. Етан надходить до Джубайлю по трубопроводам Джуайма/Беррі – Джубайль та Васіт – Джубайль, до яких повинні приєднатись Танаджиб – Джубайль (з середини 2020-х) та Ріяс – Джубайль (у другій половині 2020-х).
Отриманий етилен використовують для продукування лінійного поліетилену низької щільності (970 тисяч тон на рік), поліетилену низької щільності (350 тисяч) та оксиду етилену (550 тисяч тонн). Пропілен використовують для виробництва оксиду пропілену. Зазначені оксиди потім використовуються для отримання різноманітних похідних продуктів.
В 2021-му проклали два трубопроводи завдовжки 7 км та 6 км для транспортування частини оксиду етилену та оксиду пропілену до хімічного парку «PlasChem Park».
Проект реалізували Saudi Aramco (65% участі) та хімічний гігант Dow (35%).